# Baku Ishii
Baku Ishii (石井漠), né le 25 décembre 1886, décédé le 7 janvier 1962, est un danseur et chorégraphe japonais, pionnier de la danse moderne. 

## Vie privée
Il est le père de trois garçons, dont Maki Ishii et Kan Ishii, tous deux compositeurs. Sa fille Midori Ishii est également connue comme danseuse.

## Influence
Ishii suit une formation de danseur au théâtre impérial de Tokyo. Il se tourne ensuite vers le concept de danse libre et naturelle de Isadora Duncan et G.V. Rosi, un maitre de danse italien installé au Japon, sous l'égide de qui il monta son premier ballet en 1916, The Dabse poem, dans un spectacle présenté au théâtre Teikoku, et dirigé par Kaoru Osanai et Kosaku Yamada. Ce spectacle est considéré comme marquant le début de la danse moderne au Japon. Il est également influencé par la gymnastique rythmique d'Émile Jaques-Dalcroze.
De 1922 à 1925, il part en tournée avec sa partenaire Konami Ishii 石井小浪 aux États-Unis et en Europe. Il y reçoit l'influence soutenue de Mary Wigman. Après son retour au Japon, il ouvre une école de danse. Avec Eguchi Takaya et Michio Itō il compte parmi les pionniers de la danse moderne au Japon.

## Élèves
- Kazuo Ono, danseur de buto[5].
- Jia Zuoguang[6]
- Lee Tsia-oe, fondatrice de la danse moderne à Taiwan[7]

## Chorégraphies
- The Dance poem[2]